# 木下晴香
木下 晴香（きのした はるか、1999年2月5日 - ）は、日本のミュージカル女優、歌手。
佐賀県鳥栖市出身。佐賀県立鳥栖高等学校卒業。トライストーン・エンタテイメント所属。2015年に行われた「全日本歌唱力選手権 歌唱王」（日本テレビ）の決勝に進出。
主な代表作に『ロミオ&ジュリエット』（ジュリエット）『アナスタシア』（アナスタシア）などがある。

## 経歴
- 2015年にTOURSミュージカル『赤毛のアン』で全国アンサンブルとして全国初舞台を踏む
- 2015年12月「全日本歌唱力選手権 歌唱王」決勝進出
- 2017年オーディションでミュージカル『ロミオ&ジュリエット』のジュリエット役に抜擢されデビュー(2019年の再演も出演)
- 2018年5月〜8月、ミュージカル『モーツァルト!』コンスタンツェ役
- 2019年4月『銀河鉄道999 さよならメーテル〜僕の永遠』メーテル役
- 2019年11月〜12月、ミュージカル『ファントム』クリスティーヌ役
- 同年、実写映画『アラジン』でヒロイン ジャスミンの吹き替えを担当。今作が吹き替えの初参加作品となる[1]。
- 2020年3月、ミュージカル『アナスタシア』アーニャ役(主演)
- 2020年11月～12月、ミュージカル『プロデューサーズ』ウーラ役
- 2021年4月〜6月、ミュージカル『モーツァルト！』コンスタンツェ役
- 2021年8月〜9月、ミュージカル『王家の紋章』キャロル役
- 2021年12月、舞台『彼女を笑う人がいても』で初のストレートプレイの舞台に出演
- 2022年3月〜4月、音楽劇『夜来香ラプソディ』李香蘭役
- 2022年10月〜11月、ミュージカル『ルードヴィヒ〜Beethoven The Piano』マリー役
- 2023年1月～2月、ミュージカル『ザ・ビューティフル・ゲーム』メアリー役
- 2023年9月～12月、ミュージカル『アナスタシア』アーニャ役(主演)
- 2024年9月～10月、ミュージカル『ファンレター』ヒカル役
- 2024年12月〜2025年6月、ミュージカル『レ・ミゼラブル』ファンティーヌ役

## 人物
- 趣味・特技はダンス・歌・舞台鑑賞・ランニング・温泉めぐり。

## 作品

### シングル

#### 参加シングル
- 日比谷ブロードウェイ『雨が止んだら』（2025年5月28日、日本コロムビア）

### アルバム

#### 参加アルバム
- アラジン オリジナル・サウンドトラック 日本語盤（2019年6月5日、Walt Disney Records）
- ぜったいディズニー ～ラヴソング・ベスト～（2020年8月26日、Walt Disney Records）
- アルティメット・プリンセス・セレブレーション・アルバム（2021年8月14日、Walt Disney Records）

### 映像作品
- 『ロミオ&ジュリエット』WHITE Version（2019年8月1日、宝塚クリエイティブアーツ）
- 舞台『銀河鉄道999』さよならメーテル〜僕の永遠（2019年9月27日、TCエンタテインメント）
- アラジン MovieNEX（2019年10月9日、ウォルト・ディズニー・ジャパン）
- 『ファントム』RED Version（2020年3月27日、宝塚クリエイティブアーツ）
- 『モーツァルト!』2021年キャスト山崎育三郎バージョン（2021年12月10日、東宝）
- 『モーツァルト!』2021年キャスト古川雄大バージョン（2021年12月10日、東宝）
- cube 25th presents 音楽劇『夜来香ラプソディ』（2023年1月25日、キューブ）

## 出演
太字は主演、もしくはメインキャラクター。

### 舞台
- ミュージカル『赤毛のアン』（2015年8月16日 - 27日、東京・新宿文化センターほか地方公演[注 1]） - 全国アンサンブル
- ロミオ&ジュリエット
  - （2017年1月15日 - 2月14日、TBS赤坂ACTシアター / 2月22日 - 3月5日、梅田芸術劇場メインホール） - ヒロイン・ジュリエット 役[注 2]
  - （2019年2月23日 - 3月1日、東京国際フォーラムホールC / 3月22日 - 24日、刈谷市総合文化センター / 3月30日 - 4月14日、梅田芸術劇場メインホール） - ヒロイン・ジュリエット 役[注 3]
- Super神話音楽劇 第2回東京公演「ドラマティック古事記」（2017年9月2日、新国立劇場オペラパレス） - クシナダヒメ /コトダマノミコト 役
- モーツァルト!
  - （2018年5月26日 - 6月28日、帝国劇場 / 7月5日 - 18日、梅田芸術劇場メインホール / 8月1日 - 19日、御園座） - ヒロイン・コンスタンツェ 役[注 4]
  - （2021年4月8日 - 27日、帝国劇場 / 5月14日 - 17日、札幌文化芸術劇場 hitaru / 6月1日 - 4日、梅田芸術劇場メインホール）ヒロイン・コンスタンツェ 役
- 銀河鉄道999 さよならメーテル～僕の永遠（2019年4月20日 - 29日、明治座 / 5月10日 - 12日、梅田芸術劇場メインホール）- メーテル 役 [注 5][2]
- ミュージカル『ファントム』（2019年11月10日 - 12月1日、TBS赤坂ACTシアター / 12月7日 - 16日、梅田芸術劇場メインホール） - ヒロイン・クリスティーヌ・ダーエ 役[注 6][3]
- ミュージカル『アナスタシア』
  - （2020年3月9日 - 11日、20日 - 27日、東急シアターオーブ） - 主演・アーニャ 役[注 7][4][5]
    - 新型コロナウイルスの感染拡大防止のため、大幅な上演日程の変更が行われた。初日の3月1日から8日までの9公演が中止[6][7]。さらに13日から19日までの10公演も中止され[8][9]、28日の公演も中止になった[10]。
    - 2020年4月6日から18日に梅田芸術劇場メインホールで予定されていた大阪公演は全公演が中止になった[11]。

  - （2023年9月12日 - 10月7日、東急シアターオーブ / 10月19日 - 31日、大阪・梅田芸術劇場 メインホール） - 主演・アーニャ 役[注 7][注 8][15][16]
- 音楽朗読劇「母と娘をつなぐ言葉-冷蔵庫のうえの人生-」（2020年9月4日 - 5日、兵庫県立芸術文化センター阪急中ホール）- クレア 役
- プロデューサーズ（2020年11月9日 ｰ 12月6日、東急シアターオーブ） - ウーラ 役
- ミュージカル『王家の紋章』（2021年8月5日 - 28日、帝国劇場 / 9月4日 - 26日、博多座） - ヒロイン・キャロル 役[注 9]
- 『彼女を笑う人がいても』（2021年12月4日 - 18日、世田谷パブリックシアター / 12月22日、福岡市民会館大ホール / 12月25日 - 26日、刈谷市総合文化センター大ホール / 12月29日 - 30日、兵庫県立芸術文化センター阪急中ホール） - 岩井梨沙、山中誠子 役
- cube 25th presents 音楽劇「夜来香（イエライシャン）ラプソディ」（2022年3月12日 - 27日、Bunkamuraシアターコクーン / 4月3日、日本特殊陶業市民会館ビレッジホール / 4月7日 - 10日、サンケイホールブリーゼ / 4月16日、長岡市立劇場） - 李香蘭 役[17]
- MUSICAL『ルードヴィヒ ～Beethoven The Piano～』（2022年10月29日 - 11月13日、東京芸術劇場 プレイハウス / 11月16日 - 21日、梅田芸術劇場 シアター・ドラマシティ / 11月25日・26日、北國新聞赤羽ホール / 11月29日・30日、電力ホール） - マリー 役[18]
- ザ・ビューティフル・ゲーム（2023年1月7日 - 26日、日生劇場 / 2月4日 - 13日 梅田芸術劇場 メインホール） - メアリー 役
- 朗読音楽劇「THE STORIES～グリム童話 ラプンツェル～」（2023年3月25日、よみうり大手町ホール）
- カウントダウン ミュージカルコンサート 2023-2024（2023年12月31日、東京国際フォーラム ホールA）[19]
- ミュージカル『ファンレター』（2024年9月9日 - 30日、シアタークリエ / 10月、兵庫県立芸術文化センター 阪急中ホール） - ヒカル 役[20]
- ミュージカル『レ・ミゼラブル』2024・2025年公演（2024年12月16日 - 2025年6月16日、帝国劇場 他） - ファンテーヌ  役[注 10][21]

### コンサート
- MUZAジルベスターコンサート2017（2017年12月31日、ミューザ川崎シンフォニーホール）[22]
- #OrbTALK LIVE in CONCERT（2020年12月19日 - 20日、東急シアターオーブ）[23]
- Japan Musical Festival 2022（2022年1月28日、LINE CUBE SHIBUYA）
- 古川雄大 The Greatest Concert vol.1 -collection of musicals-（2022年4月5日、IHIステージアラウンド東京）
- フレンズ・オブ・ディズニー・コンサート 2022（2022年4月24日、東京国際フォーラムホールA）
- Sing with the Orchestra 2022～ミュージカル・セレクション（2022年10月17日、アクリエひめじ 大ホール）
- 古川雄大 The Greatest Concert vol.2 -A Musical Journey-（2023年2月23日、日本青年館ホール）
- CONCERT『THE BEST New HISTORY COMING』（2025年2月18日 - 28日、帝国劇場）[24][25]
- Brand New Musical Concert 2025 TOKYO!（2025年6月8日、東京オペラシティ コンサートホール）[26]

### テレビドラマ
- 不適切にもほどがある! 第1話（2024年1月26日、TBS） - 加賀ちゃん / 加賀彩月 役[27]
- 雲霧仁左衛門6（2023年8月25日 - 10月13日、NHK BSプレミアム）-  亀菊 役[28]
  - 雲霧仁左衛門ファイナル（2025年1月5日 - 2月23日、NHK BS・NHK BSプレミアム4K）
- 大河ドラマ べらぼう〜蔦重栄華乃夢噺〜 第3回（2025年1月19日、NHK） - 玉川 役[29]

### ラジオドラマ
- 青春アドベンチャー『王妃の帰還』（2018年4月2日 - 13日、NHK-FM） - 滝沢美姫 役[30]
- FMシアター『桜は、散らない！』（2023年6月10日、NHK-FM） - 吉見智香 役[31]

### 吹き替え
- アラジン（2019年6月7日） - ジャスミン 役（ヒロイン）[32]

### NHK紅白歌合戦出場歴
| 年度/放送回               | 回           | 曲目                     | 出演順 | 対戦相手       | 備考                           |
| ------------------------- | ------------ | ------------------------ | ------ | -------------- | ------------------------------ |
| 2019年（令和元年）/第70回 | 初(特別出演) | ホール・ニュー・ワールド | なし   | 中村倫也(共演) | 「夢を歌おう」特別企画で初出場 |

## 受賞歴
- 2021年度
  - 第11回岩谷時子賞 奨励賞[33]
  - 第47回菊田一夫演劇賞 演劇賞（『モーツァルト！』『王家の紋章』『彼女を笑う人がいても』）[34][35]